# Mesocyclops edax
Mesocyclops edax är en kräftdjursart som först beskrevs av S. A. Forbes 1890.  Mesocyclops edax ingår i släktet Mesocyclops och familjen Cyclopidae. Inga underarter finns listade i Catalogue of Life.